# Chaetoleon pumilis
Chaetoleon pumilis är en insektsart som först beskrevs av Hermann Burmeister 1839.  Chaetoleon pumilis ingår i släktet Chaetoleon och familjen myrlejonsländor. Inga underarter finns listade i Catalogue of Life.